# 施埃博

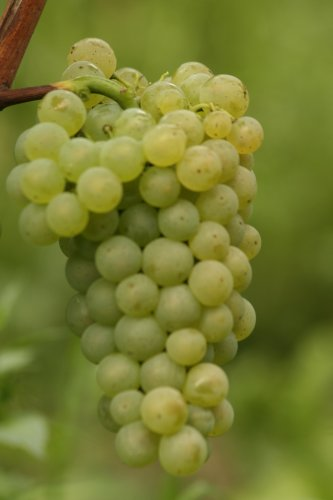
施埃博

施埃博（德語：Scheurebe）是用于酿造白葡萄酒的品种，也叫Sämling 88，原产地德国。主要种植地是德国、奥地利和美国。它酿出来的酒气味芬芳，酸度活泼。 在德国常用于酿制甜葡萄酒，也用于制作干白。
甜酒如Beerenauslese逐粒精选,Eiswein冰酒是由该种类葡萄来酿制。

## 历史
1916年德国农艺学家格奥尔格·朔伊（Georg Scheu）博士用雷司令和一个野生品种杂交，培育了施埃博。目的据信是培育更能抵抗霜冻的品种。人们曾以为施埃博是西万尼和雷司令杂交的后代，但DNA测序表明雷司令是它的父系，但母系是一个野生品种。施埃博培育时的编号是88，因此也叫Sämling 88。1945年被正式命名为施埃博——德文意为“朔伊葡萄”——以表彰它的培育者朔伊博士。

## 品质
完全成熟的施埃博有黑醋栗和葡萄柚的香味，酿出来的干白香味浓郁。但如果没有完全成熟，葡萄柚的香味就会太强，不好喝。因此一般用完全成熟或熟“过”了，或者被神圣霉菌感染的葡萄酿造甜葡萄酒。好的施埃博甜葡萄酒有蜂蜜的味道。

## 世界各地区

### 德国
2006年，施埃博种植面积为1781公顷，占葡萄种植面积的1.7%。种植面积在减少

### 奥地利
主要种植于布尔根兰州和施蒂利亚州，规模比德国要小得多。

### 美国
加州和俄勒冈也有施埃博的种植。